# Browning (Illinois)
Browning es una villa ubicada en el condado de Schuyler en el estado estadounidense de Illinois. En el Censo de 2010 tenía una población de 137 habitantes y una densidad poblacional de 170,63 personas por km².

## Geografía
Browning se encuentra ubicada en las coordenadas 40°7′37″N 90°22′23″O / 40.12694, -90.37306. Según la Oficina del Censo de los Estados Unidos, Browning tiene una superficie total de 0.8 km², de la cual 0.8 km² corresponden a tierra firme y (0%) 0 km² es agua.

## Demografía
Según el censo de 2010, había 137 personas residiendo en Browning. La densidad de población era de 170,63 hab./km². De los 137 habitantes, Browning estaba compuesto por el 100% blancos, el 0% eran afroamericanos, el 0% eran amerindios, el 0% eran asiáticos, el 0% eran isleños del Pacífico, el 0% eran de otras razas y el 0% pertenecían a dos o más razas. Del total de la población el 3.65% eran hispanos o latinos de cualquier raza.